# Wolfgang Warnemünde
Wolfgang Warnemünde (República Democrática Alemana, 8 de mayo de 1953) es un atleta alemán retirado especializado en la prueba de lanzamiento de disco, en la que ha conseguido ser medallista de bronce europeo en 1982.

## Carrera deportiva
En la Universiada de Bucarest de 1981, ganó la plata en el lanzamiento de disco, con una marca de 63.54 metros, siendo superado por el también alemán Armin Lemme y por delante del rumano Ion Zamfirache (bronce con 63.40 metros).
Al año siguiente, en el Campeonato Europeo de Atletismo de 1982 ganó la medalla de bronce en el lanzamiento de disco, llegando hasta los 64.20 metros, siendo superado por el checoslovaco Imrich Bugár (oro con 66.64 m) y el soviético Ihor Duhinets (plata).